# Mākākahi River
Der Mākākahi River ist ein Fluss in der Region Manawatū-Whanganui auf der Nordinsel von Neuseeland.

## Geographie
Der Mākākahi River entspringt rund 1,3 km westlich des 981 m hohen Tawhero. Von seinem Quellgebiet aus folgt der noch junge Fluss einer östlichen Richtung und schwenkt, nachdem er vom New Zealand State Highway 2 überquert wurde, nach rund 1,5 km in einer engen Schleife in nordnordöstliche Richtung. Der Fluss folgt dann weiter dem State Highway, durchquert den kleinen Ort Eketāhuna und durchfließt eine fruchtbare Ebene, östlich parallel zum Mangatainoka River bis zu seiner Mündung in den Mangatainoka River rund 3,5 km südwestlich von Pahiatua.